# 長野県道80号小諸軽井沢線
長野県道80号小諸軽井沢線（ながのけんどう80ごう こもろかるいざわせん）は、長野県小諸市甲を起点として、北佐久郡軽井沢町追分まで至る県道（主要地方道）である。

## 概要
全区間は浅間サンライン（浅間山麓広域農道）の区間と同一である。

### 路線データ
- 起点：小諸市滝原（小諸I.C北交差点、長野県道79号小諸上田線交点）
- 終点：北佐久郡軽井沢町（浅間サンライン入口交差点、国道18号交点）

## 歴史
- 1993年（平成5年）5月11日 - 建設省から、県道峰の茶屋小諸線の一部・県道追分小諸線が小諸軽井沢線として主要地方道に指定される[1]。
- 1994年（平成6年）4月1日：小諸軽井沢線の認定。

## 路線状況

### 重複区間
- 浅間山麓広域農道

## 地理

### 通過する自治体
- 小諸市
- 北佐久郡
  - 御代田町
  - 軽井沢町

### 交差する道路
- 長野県道79号小諸上田線（小諸市滝原・滝原交差点、起点）
- 長野県道130号菱野筒井線（小諸市菱平・菱野交差点）
- 長野県道131号峰の茶屋小諸線（小諸市甲）
- 国道18号（北佐久郡軽井沢町追分・浅間サンライン入口交差点、終点）